# Massey
Massey (Est. Elordi) es una localidad argentina del partido de General Villegas, provincia de Buenos Aires.

## Ubicación
Se encuentra a 15 km al oeste de la ciudad de General Villegas a través de la Ruta Nacional 188.
Por sus vías del Ferrocarril Sarmiento transitan trenes de cargas de la empresa Ferroexpreso Pampeano. Cuenta con la estación Elordi la cual no cuenta con servicios de pasajeros desde agosto de 2015.

## Población
Cuenta con 63 habitantes (Indec, 2010), lo que representa un descenso del 17% frente a los 76 habitantes (Indec, 2001) del censo anterior.
| Gráfica de evolución demográfica de Massey entre 1991 y 2010 |
|                                                              |
| Fuente: Censos nacionales del INDEC                          |